# Tasiocera cyatheti
Tasiocera cyatheti là một loài ruồi trong họ Limoniidae. Chúng phân bố ở miền Australasia.